# Jakkaratti, Athni
Jakkaratti là một làng thuộc tehsil Athni, huyện Belgaum, bang Karnataka, Ấn Độ.